# Gerard Ekdom
Gerard Ekdom (Utrecht, 26 maart 1978) is een Nederlandse radio-dj. Hij verwierf bekendheid met zijn programma's op NPO 3FM en was later te horen op NPO Radio 2, Radio 10 en Radio Veronica.

## Biografie
Ekdom werd op zijn 14e al regelmatig gevraagd als drive-in jock. Als radio-dj begon hij bij het lokale Radio De Bilt. Ook werkte hij korte tijd bij Stadsomroep Utrecht en NEW Dance Radio. De plek bij Stadsomroep Utrecht had Ekdom grotendeels te danken aan dj Fred Siebelink. Ekdom kwam Siebelink op een dag tegen in Utrecht (hij herkende Siebelink aan diens stem), en sprak hem aan. Siebelink zag wel wat in Ekdom en leidde hem rond bij de Stadsomroep. Na een tijdje werd het talent van Ekdom erkend en kreeg hij een plek bij de Stadsomroep.
In oktober 2008 verscheen zijn autobiografie, getiteld Ik Zal Kijken Wat Ik Voor Je Kan Doen. De titel is een verwijzing naar een van Ekdoms bekende vaste uitspraken.
Als stemacteur is Ekdom te horen in de films The Lego Movie, The Lego Batman Movie, The Lego Movie 2: The Second Part en DC League of Super-Pets als Bruce Wayne / Batman en in de Pixar film The Good Dinosaur als de dinosaurus in het woud. In een andere Pixar film Monsters University doet Ekdom de stem van Stef Alexander die bij het clubhuis ROR zit.

### 3FM

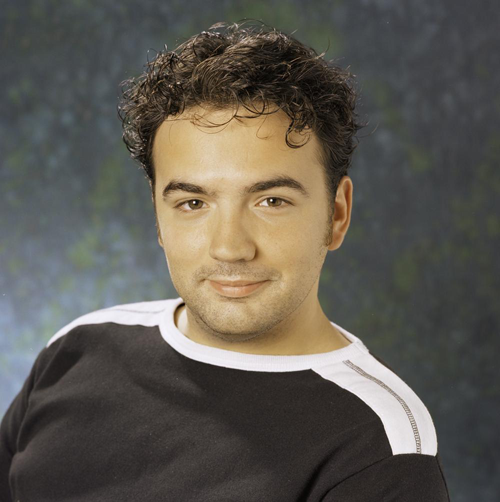
Gerard Ekdom in 2001

In 1998 begon Ekdom zijn carrière bij 3FM. Anderhalf jaar eerder al had hij een bandje opgestuurd naar de toenmalige manager Jan Steeman van het project Pyjama FM van de AVRO. Na een belletje van Steeman kon hij beginnen in de nachtopleiding bij de AVRO. In de tussentijd was hij ook nog te horen bij Magic FM en Hot Radio.
In september 1999 verhuisde Ekdom van de nacht naar de zondagochtend en presenteerde hij het programma EKDOM!. Zijn echte doorbraak kwam zeven maanden later, toen hij twee weken mocht invallen voor het programma Arbeidsvitaminen. Hij kreeg daarna een eigen dagelijks nachtprogramma en op 17 september 2001 verving hij definitief Wim Rigter als vaste presentator van de Arbeidsvitaminen, dat elke werkdag was te horen van 9 tot 12 uur (later 10 tot 12 uur). Ekdom staat bekend om een uitgebreide muziekkennis en zijn pogingen om tussen alle typische Arbeidsvitaminen-platen ook regelmatig een zogenaamde 'freakplaat' te pluggen. Ook kwam iedere dag het item 'Bedrijven Top 10' aan bod, waarbij een bedrijf zijn top tien instuurt en de baas wordt uitgeroepen tot 'Baas van de dag'. Op vrijdag 3 september 2010 presenteerde Ekdom zijn laatste aflevering van Arbeidsvitaminen, omdat het programma naar Radio 5 verhuisde.
Van maandag 6 september 2010 t/m vrijdag 31 juli 2015 presenteerde hij tussen 12.00 uur en 14.00 uur Effe Ekdom. Dit programma was aanvankelijk van maandag tot en met donderdag te horen, maar vanaf 2015 ook op vrijdag.
Naast Effe Ekdom presenteerde hij op zaterdagochtend tussen 04.00 en 07.00 uur het programma Ekdom In De Nacht, dat samen met Nachtegiel van Giel Beelen onderdeel uitmaakte van de Freaknacht. Per 1 september 2012 is dit programma gestopt.
Van 1 september 2006 tot en met 13 december 2013 was hij samen met Michiel Veenstra ook op vrijdagavond van 19.00 uur tot 22.00 uur te horen in het het programma Ekstra Weekend. Deze show werd driemaal genomineerd voor De Gouden RadioRing en won de prijs in 2011. Opvallend waren daarin de Ekstra Ekstra Weekend-uitzending (12 uur lang) in 2011, het discobowlen en complete huisraden die het raam uit gingen in het programmaonderdeel "Uit het Raam!".

#### 3FM Serious Request

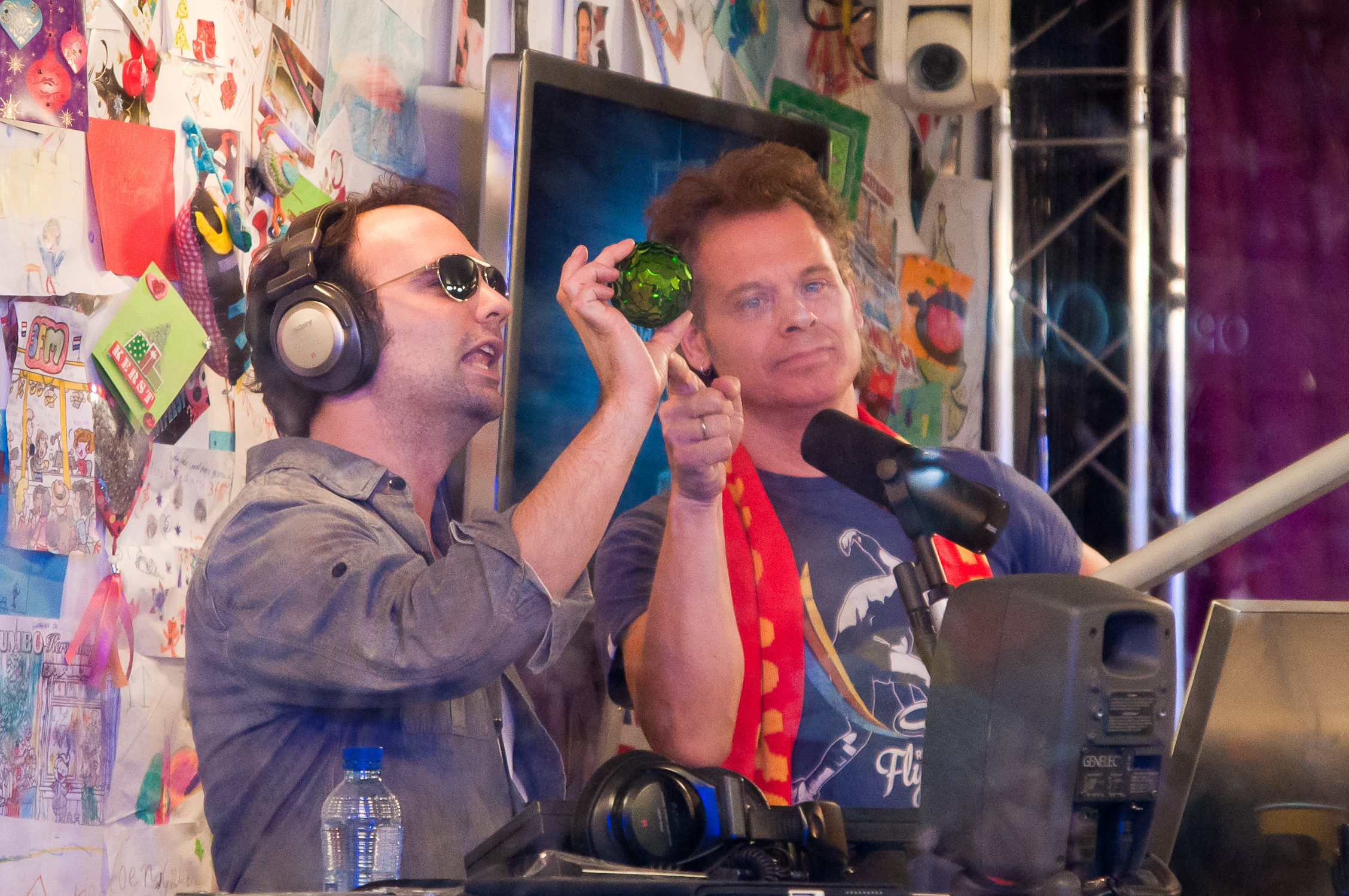
Gerard Ekdom (links) in het Glazen Huis (2010)

Ekdom is samen met Giel Beelen de dj die het meest zitting nam in het Glazen Huis van 3FM Serious Request. In 2005, 2006 en 2007 werd hij door de 3FM-luisteraars gekozen, in 2008 en 2013 besloot hij niet het glazen huis in te gaan. Wel toerde hij in 2008 ten behoeve van 3FM Serious Request het hele land door om handen te schudden voor één euro per hand. De jaren daarna (2009 t/m 2012) nam hij weer ieder jaar plaats in het Glazen Huis. Tijdens de editie van 2013 opende hij in Leeuwarden zijn eigen EETablissement: Ekdoms Eetcafé.
Tijdens 3FM Serious Request 2014 was Ekdom wederom een van de drie dj's in het Glazen Huis, waar hij zijn alias Gary Fomdeck onthulde. Onder deze naam had hij in november 2014 de kerstsingle I'll Be There This Christmas opgenomen. Een dag na deze bekendmaking bereikte het nummer de eerste plaats in de iTunes Top 100. De opbrengst van de single ging naar Serious Request.

### NPO Radio 2
Tussen 5 oktober 2015 en 29 juni 2018 was Ekdom te horen op NPO Radio 2, waar hij het ochtendprogramma Ekdom in de Ochtend van 06.00 tot 09.00 uur voor de omroep BNNVARA presenteerde. Daarnaast presenteerde hij Ekdoms Funky Weekend Trip en behoorde hij drie keer (2015–2017) tot de presentatoren van de Top 2000.

### KXradio
Ekdom presenteerde op vrijdagmiddag het programma Ekdom op KX op KXradio. In januari 2008 moest hij met dat programma stoppen vanwege een contract met de AVRO, maar in november 2008 kwam hij er terug. Tot zijn vertrek bij de NPO was hij op vrijdagmiddag tussen 12.00 en 13.00 uur te horen op KXRadio. Het programma op KX was hetzelfde als zijn podcast, waarin hij 11 platen (freak 11) draait met hetzelfde onderwerp.

### Radio 10
Op 4 april 2018 werd bekend dat Gerard Ekdom na bijna drie jaar zou overstappen van NPO Radio 2 en BNNVARA naar Talpa Radio. Vanaf 27 augustus 2018 gaat hij een ochtendprogramma maken op Radio 10 als opvolger van Lex Gaarthuis. Zijn ochtendprogramma heet Ekdom in de Morgen en wordt maandag tot en met vrijdag tussen 06.00 en 10.00 uur uitgezonden. Aanvankelijk was Lot Lewin nieuwslezeres en sidekick, tot aan haar zwangerschapsverlof in maart 2019. Evelien de Bruijn viel in en nam na de zomervakantie de positie over.
Ekdom is verder elke vrijdagavond te horen met zijn eigen avondshow: Ekdom's Funky Music Trip. Eind december 2020 verlengde Ekdom zijn contract tot 2024. Hij maakte op 31 mei 2024 zijn laatste show voor de zender.

### Veronica
Op 22 januari 2024 werd bekendgemaakt dat hij de overstap maakt naar Radio Veronica. Dit werd een dag later bevestigd door de zender. Hierdoor moest hij ook stoppen met zijn televisiewerkzaamheden voor Talpa.Deze worden overgenomen door Johnny de Mol. Ekdom start 2 september 2024 op de zender. Zijn komst werd aangekondigd met een grote reclamecampagne, met de pay-off 'Hij komt'. Voor deze campagne werd ook gebruikgemaakt van promo's op adultsites zoals You Porn.

## Bijzondere momenten tijdens radioprogramma's
Het zogenaamde Pet Shop Boys Alarm is inmiddels een begrip geworden van Gerard Ekdom en Michiel Veenstra. Iedere keer wanneer Ekdom en Veenstra een plaat van de Pet Shop Boys draaien, laten ze een alarm afgaan, beiden hebben een zwak voor de Pet Shop Boys.
4 oktober 2008 belde een zekere Otto 3FM tijdens de nachtuitzending van Ekdom en Beelen met de mededeling dat hij graag Viva La Vida van Coldplay aan wilde vragen, omdat hij over tien uur euthanasie zou plegen. De verdere avond werd aan deze Otto opgedragen. Later bleek het om een grap te gaan.

### RabRadio DJ Duel
Ekdom heeft drie van de vijf edities van het RabRadio DJ Duel op zijn naam geschreven. In 2006, 2007 en 2009 bleek Ekdom over de meeste popkennis te beschikken. In 2008 ging hij al onderuit in de eerste ronde tegen Annemieke Schollaardt.
Op 9 februari 2011 verloor Ekdom in de halve finale van zijn Ekstra Weekend-collega Michiel Veenstra. Veenstra is, naast Ekdom, de enige dj van 3FM die het Rabradio DJ Duel ook al eens wist te winnen (2008). Veenstra wist uiteindelijk het RabRadio DJ Duel van 2011 te winnen. Hij versloeg Timur Perlin in de finale.

## Televisie
Vanaf september 2011 presenteerde Ekdom samen met Art Rooijakkers een tiendelige BN'ers-editie van het programma Fort Boyard bij de AVRO op Nederland 3. Ook het tweede seizoen van Fort Boyard nam hij voor zijn rekening, ditmaal in co-presentatie met Lauren Verster. In december 2011 was Ekdom co-presentator van het programma Zóóó Crisis!, samen met Art Rooijakkers. Tevens was Ekdom de voice-over bij de televisie-uitzending van het Gouden Televizier-Ring Gala en in 2013 tijdens live uitgezonden televisie-uitzending van de STER Gouden Loeki.
Op 22 september 2012 begon Ekdom met een wekelijks muziekprogramma voor de AVRO onder de naam Toppop3 op Nederland 3 en op 4 november 2013 met het AVRO-programma Join the Beat, waarin iedereen kan meewerken aan een muzieknummer.
Op 20 oktober 2012 won Ekdom tijdens het Gouden Televizier-Ring Gala de Televizier Talent Award.
Verder is hij regelmatig te gast bij RTL Late Night of Boulevard wanneer er opvallend muzieknieuws is. Van 2017 tot 2019 was Ekdom als jurylid te zien in het televisieprogramma It Takes 2. In maart 2020 is Ekdom als Henk Westbroek te zien in De TV Kantine.
Van 2020 t/m 2023 presenteerde hij in december bij SBS6 tijdens de uitzending van de Top 4000 een Top 4000-quiz en in mei 2021 tijdens het Eurovisiesongfestival van 2021 een songfestivalquiz, waarbij verschillende BN-ers in een luxe chalet een bordspel spelen waarbij ze vragen moeten beantwoorden over hits uit de Top 4000(Top 4000-quiz) of over songfestivalhits(songfestivalquiz).
Van 2022 t/m 2024 presenteerde Gerard Ekdom het grote muziekprogramma The Tribute: Battle of the Bands voor SBS6 waarin tributebands een eerbetoon brengen aan hun favoriete wereldartiest of -band. Tevens presenteert hij het bijbehorende concert The Tribute: Live in Concert in de Ziggo Dome - waar de winnaars van het tv-programma op mogen treden. 
In 2022 was Ekdom te zien als drag in het televisieprogramma Make Up Your Mind. 
Ook was Ekdom in 2022 te zien in het Nederlandse televisieprogramma The Masked Singer waar hij de ridder was, en afviel in aflevering 7. In 2023 deed Ekdom samen met Snelle mee aan het televisieprogramma Het Jachtseizoen.

## BBQ Boxen
Naast werk op radio en televisie stelt Ekdom ook verzamel-cd's samen. Zo bracht hij in 2010 Gerard Ekdom's BBQ Box uit, gevolgd door Gerard Ekdom's BBQ Box Vol. 2 in 2011 en Gerard Ekdom's BBQ Box Vol.3 in 2012. Al deze boxen met drie cd's zijn gevuld met zestig bekende en minder bekende zomerse hits. In 2013 maakte Ekdom bekend dat er geen vierde BBQ-box zou uitkomen, in plaats daarvan publiceerde hij de playlist van de vierde box op Spotify. In 2014 kwam er alsnog een nieuwe box uit, getiteld "Gerard Ekdom's BBQ Box 2014". In tegenstelling tot de vorige boxen bevatte deze twee cd's in plaats van drie.

## Prijzen
In 2011 won Ekdom samen met Michiel Veenstra De Gouden RadioRing voor Ekstra Weekend en persoonlijk de Zilveren RadioSter (man) voor beste radiopresentator. In 2012 won Ekdom opnieuw de Zilveren RadioSter (man) en ook De Gouden RadioRing, deze keer voor zijn programma Effe Ekdom, dat het jaar ervoor ook al genomineerd was.
Op 25 januari 2018 won Ekdom nogmaals De Gouden RadioRing, nu voor zijn ochtendshow op NPO Radio 2, Ekdom in de Ochtend.

## Persiflages
Op onregelmatige basis maakt Ekdom persiflages op radioreclames onder de naam "Bruine Ster". Hiervoor gebruikt hij soms samples, verbastert hij bestaande merknamen of gebruikt hij quotes uit bestaande radio reclames; soms ook maakt hij de reclames helemaal zelf. Als jingles gebruikt Ekdom oude STER radiopingels van Radio 3 uit de jaren tachtig om een fictief reclameblok neer te kunnen zetten. Deze namaak-commercials werden meerdere malen uitgezonden na de reguliere STER radioreclames in zijn programma Ekdom In de Ochtend op NPO Radio 2.

## Discografie

### Singles
| Single met eventuele hitnotering(en) in de Nederlandse Top 40 | Datum van verschijnen | Datum van binnenkomst | Hoogste positie | Aantal weken | Opmerkingen                                                              |
| ------------------------------------------------------------- | --------------------- | --------------------- | --------------- | ------------ | ------------------------------------------------------------------------ |
| Jaalalala 2011                                                | 2011                  | 26-2-2011             |                 |              | met Michiel Veenstra, DJ Gerrit & DJ Jordy / Nr. 44 in de Single Top 100 |
| I'll Be There This Christmas                                  | 2014                  | 27-12-2014            |                 |              | als Gary Fomdeck / Nr. 1 in de Single Top 100/nr. 7 in de Mega Top 50    |